# Nebdzsefaré
Nebdzsefaré az ókori egyiptomi XIV. dinasztia egyik uralkodója. 12–24 hónapig uralkodott, az i. e. 17. században. Kizárólag a torinói királylistán maradt fenn a neve.
Nebdzsefaré Alsó-Egyiptom északi részét uralta, kb. i. e. 1694-től vagy 1672-től, az első átmeneti korban vagy a középbirodalom legvégén. Egyiptom többi részét Memphisztől délre még mindig a XIII. dinasztia uralta. Mivel a torinói királylista – az egyetlen forrás, ahonnan Nebdzsefaré ismert – erősen sérült, uralkodása napra pontosan feljegyzett hosszából csak az év maradt meg, a hónap és nap nem, így legkevesebb 12, de legfeljebb 24 hónapig uralkodhatott. A Nebdzsefaré az uralkodói neve; személyneve a papirusz sérülése miatt nem maradt fenn. Nevét a papirusz a 9. oszlop 7. sorában említi.

## Fordítás
- Ez a szócikk részben vagy egészben  a   Nebdjefare című angol Wikipédia-szócikk ezen változatának fordításán alapul.  Az eredeti cikk szerkesztőit annak laptörténete sorolja fel. Ez a jelzés csupán a megfogalmazás eredetét és a szerzői jogokat jelzi, nem szolgál a cikkben szereplő információk forrásmegjelöléseként.